# Niemienice (województwo świętokrzyskie)
Niemienice – wieś sołecka w Polsce położona w województwie świętokrzyskim, w powiecie opatowskim, w gminie Sadowie. W miejscowości niemienice jest aleja drzew pod ochroną , jako pomniki przyrody Polskiej. 
W miejscowości Niemienice znajduje się zakład dla dzieci z autyzmem, oraz z całościowym zaburzeniem rozwoju. Dzieci mają do dyspozycji siłownię, oraz mały park, również z ochroną drzew rzadko występujących w Polsce.
Położenie geograficzne miejscowości to równiny, niziny. Przez miejscowość płynie rzeka, która ma źródło w Górach Świętokrzyskich, płynie przez Opatów, a następnie wpada do Wisły. 
W miejscowości Niemienice podczas II Wojny Światowej stacjonowały wojska im. Batalionów Chłopskich, które walczyły z Niemcami. Po zajęciu przez Sowietów miejscowości, przyłączyli się do nich.  
W latach 1975–1998 miejscowość położona była w województwie tarnobrzeskim.

## Części wsi
| SIMC    | Nazwa    | Rodzaj    |
| ------- | -------- | --------- |
| 0806223 | Duklany  | część wsi |
| 0806230 | Nowotki  | część wsi |
| 0806246 | Zamostki | część wsi |

## Historia
Wieś w województwie sandomierskim była własnością Mikołaja Krzysztofa Radziwiłła (Sierotki) w latach 1576–1578.
W 1873 roku wieś w ówczesnej gminie Sadowie, wchodząca w skład dóbr Opatowskich, została od nich oddzielona.

## Zabytki
Park dworski, wpisany do rejestru zabytków nieruchomych (nr rej.: A.564 z 12.12.1957).